# Alexander Satschko
Alexander Satschko (* 12. November 1980 in Deggendorf) ist ein ehemaliger deutscher Tennisspieler und -trainer.

## Karriere
Alexander Satschko spielte hauptsächlich auf der ATP Challenger Tour und der ITF Future Tour und galt als Doppelspezialist. Er konnte 10 Einzel- und 21 Doppelsiege auf der Future Tour feiern. Auf der Challenger Tour gewann 12 Doppelturniere. Zum 11. September 2006 durchbrach er erstmals die Top 300 der Tennisweltrangliste im Einzel und seine höchste Platzierung war ein 259. Rang im Februar 2009. Weitaus erfolgreicher ist er im Doppel, wo er bislang Rang 80 der Weltrangliste erreichen konnte. Bei den If Stockholm Open 2013 gab er sein Debüt auf der ATP World Tour. Am 8. Februar 2015 gewann Satschko in Quito mit Gero Kretschmer seinen einzigen ATP-Doppeltitel. Zwischen 2013 und 2017 gewann Satschko mit seinem Stammpartner im Doppel neun Titel auf der Challenger Tour. Nach der Saison spielte Satschko keine Profiturniere mehr, nachdem er das Ende des Jahres zunächst mit wechselnden Partner gespielt hatte.
Nach seiner aktiven Zeit arbeitet er als Tennistrainer. Er führte u. a. Peter Gojowczyk zu einem ATP-Titel und in die Top 50.

## Erfolge
| Legende (Anzahl der Siege)  |
| Grand Slam                  |
| ATP World Tour Finals       |
| ATP World Tour Masters 1000 |
| ATP World Tour 500          |
| ATP World Tour 250 (1)      |
| ATP Challenger Tour (12)    |

| ATP-Titel nach Belag |
| Hartplatz (0)        |
| Sand (1)             |
| Rasen (0)            |
| Teppich (0)          |

### Doppel

#### Turniersiege

##### ATP World Tour
| Nr. | Datum           | Turnier | Belag | Partner         | Finalgegner                | Ergebnis  |
| --- | --------------- | ------- | ----- | --------------- | -------------------------- | --------- |
| 1.  | 8. Februar 2015 | Quito   | Sand  | Gero Kretschmer | Víctor Estrella João Souza | 7:5, 7:63 |

##### ATP Challenger Tour
| Nr. | Datum             | Turnier     | Belag     | Partner         | Finalgegner                           | Ergebnis          |
| --- | ----------------- | ----------- | --------- | --------------- | ------------------------------------- | ----------------- |
| 1.  | 20. November 2005 | Puebla      | Hartplatz | Werner Eschauer | Santiago González Alejandro Hernández | 6:1, 6:4          |
| 2.  | 16. Juli 2006     | Cuenca      | Sand      | Frank Moser     | Santiago Giraldo Carlos Salamanca     | 3:6, 6:3, [10:6]  |
| 3.  | 29. August 2010   | Genf        | Sand      | Gero Kretschmer | Philipp Oswald Martin Slanar          | 6:3, 4:6, [11:9]  |
| 4.  | 21. Juli 2013     | Posen       | Sand      | Gero Kretschmer | Henri Kontinen Mateusz Kowalczyk      | 6:3, 6:3          |
| 5.  | 5. Januar 2014    | São Paulo   | Hartplatz | Gero Kretschmer | Nicolás Barrientos Víctor Estrella    | 4:6, 7:5, [10:6]  |
| 6.  | 21. März 2015     | Shenzhen    | Hartplatz | Gero Kretschmer | Saketh Myneni Divij Sharan            | 6:1, 3:6, [10:2]  |
| 7.  | 5. September 2015 | Como        | Sand      | Gero Kretschmer | Kenny de Schepper Maxime Teixeira     | 7:63, 6:4         |
| 8.  | 20. März 2016     | Guadalajara | Hartplatz | Gero Kretschmer | Santiago González Mate Pavić          | 6:3, 4:6, [10:2]  |
| 9.  | 9. April 2016     | Neapel      | Sand      | Gero Kretschmer | Matteo Donati Stefano Napolitano      | 6:1, 6:3          |
| 10. | 19. Juni 2016     | Blois       | Sand      | Simon Stadler   | Gong Maoxin Yasutaka Uchiyama         | 6:3, 7:62         |
| 11. | 22. April 2017    | Qingdao     | Sand      | Gero Kretschmer | Andreas Mies Oscar Otte               | 2:6, 7:66, [10:3] |
| 12. | 3. Juni 2017      | Vicenza     | Sand      | Gero Kretschmer | Sekou Bangoura Sam Weissborn          | 6:4, 7:64         |